# Bąki (województwo mazowieckie)
Bąki – wieś sołecka w Polsce położona w województwie mazowieckim, w powiecie mławskim, w gminie Wieczfnia Kościelna.
W latach 1975–1998 miejscowość administracyjnie należała do województwa ciechanowskiego.